# Juan Manuel Queirolo
Juan Manuel Queirolo (Rosario, 31 luglio 1974) è un ex rugbista a 15 e allenatore di rugby a 15 argentino, attivo in carriera nel ruolo di mediano di mischia e 8 volte internazionale per l'Italia.

## Biografia
Cresciuto nell'Old Resian di Rosario, sua città natale, fu nella sua prima squadra dal 1993 al 1999, anno in cui espatriò in Europa per trasferirsi in Italia a Viadana.
In quanto oriundo, poté optare per rappresentare l'Italia per cui esordì ad Apia contro Samoa nel corso del tour del 2000 nel Pacifico.
La sua carriera internazionale durò tre anni e otto incontri, l'ultimo dei quali nel 2003 ad Asti contro la Georgia nel corso del tour dei caucasici in Francia e Italia.
Fu professionista in varie squadre francesi e italiane, nell'ordine: Dax, Béziers, Leonessa (Brescia), Rovigo e Amatori Catania. Cessata l'attività professionistica si stabilì nel 2008 in Sardegna nel doppio ruolo di giocatore-allenatore e, successivamente solo allenatore, dell'Amatori Capoterra, portandolo alla promozione in serie A2 al termine della stagione 2009-10.
Nel 2015 decise di tornare in Argentina all'Old Resian, il suo club d'origine, con l'incarico di direttore tecnico e allenatore della prima squadra, lo stesso che teneva al Capoterra.